# آیدوشچینا
آیدوشچینا (به ایتالیایی: Aidussina)  در اسلوونی با جمعیت ۶٬۶۷۶ نفر است که در slovenian littoral واقع شده‌است.